# Libnotes trukensis
Libnotes trukensis là một loài ruồi trong họ Limoniidae. Chúng phân bố ở miền Australasia.